# 定夫人
定夫人（ていふじん、240年 - 334年）は、中国三国時代の呉から東晋にかけての人物。揚州呉郡富春県の人。虞忠の妻で虞潭の母。孫権の族孫娘。

## 生涯
聡明で機敏であり、教養深く見識ある人物であった。虞翻の五男虞忠と結婚し、虞潭を産んだ。虞潭には忠義の理について教え諭し、そのために虞潭は高い評価を得た。
天紀4年（280年）、虞忠が夷道・楽郷城の戦いで死去すると再婚の縁談が持ち上がったが、それを拒絶した。
西晋末、虞潭は南康太守に任じられた。湘川の杜弢が反乱を起こすと、虞潭は家財を傾けて兵士を慰労し、勝利を収めた。咸和2年（327年）、蘇峻の乱で全ての家来を派遣して虞潭に従軍させ、佩び玉を換金して軍資金にあてた。そのことから金章紫綬を与えられ、武昌侯太夫人に封じられた。朝廷の大臣達から尊敬を集め、司徒の王導をはじめとする廷臣が虞潭の家に赴き、定夫人に拝謁した。
咸和9年（334年）、95歳の長寿で亡くなった。成帝は葬儀に使者を送った。定夫人と諡された。